# Оперон

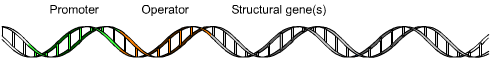
Типичный оперон

Оперон — функциональная единица генома у прокариот, в состав которой входят цистроны (гены, единицы транскрипции), кодирующие совместно или последовательно работающие белки и объединенные под одним (или несколькими) промотором. Такая функциональная организация позволяет эффективнее регулировать транскрипцию этих генов.
Концепцию оперона для прокариот предложили в 1961 году французские ученые Жакоб, Моно, Львов за что получили Нобелевскую премию в 1965 году.
Опероны по количеству цистронов делят на моно-, олиго- и полицистронные, содержащие, соответственно, только один, несколько или много цистронов (генов).
Характерным примером оперонной организации генома прокариот является лактозный оперон, триптофановый, пиримидиновый и bgl опероны у Escherichia coli.
Начинается и заканчивается оперон регуляторными областями — промотором в начале и терминатором в конце, кроме этого, каждый отдельный цистрон может иметь в своей структуре собственный промотор и/или терминатор.